# Joshua Cox
Joshua Cox (* 9. August 1965 in Rancho San Diego, Kalifornien) ist ein US-amerikanischer Schauspieler.

## Leben
Cox wuchs in New York City auf. Erste schauspielerische Erfahrungen machte Cox bei Theateraufführungen während seiner Zeit auf der High School. Er studierte Schauspiel am Actor’s Institute in New York und absolvierte das Actor’s Conservatory Training Program am Purchase College der State University of New York.
Kurz nach seinem Abschluss erhielt er seine erste feste Serienrolle als Dr. Dan Wolek in der Fernsehserie Liebe, Lüge, Leidenschaft (1986–1987). Um sich in den Anfangsjahren finanziell über Wasser zu halten, arbeitete Cox als Zimmermann bei einer Baufirma und als Requisitenhersteller. Er hatte Episodenrollen und Gastrollen in verschiedenen US-amerikanischen Fernsehserien. In der Serie Providence war er 2000 als attraktiver Zimmermann Patrick zu sehen, der von zwei Frauen begehrt wird. Eine Gastrolle hatte er 2000 auch in der Sitcom Friends. 2009 verkörperte er in der Serie Melrose Place die Rolle des Privatdetektivs Dante Zaretti.
Eine wiederkehrende Serienrolle hatte Cox als Second Lieutenant David Corwin in der Science-Fiction-Serie Babylon 5. Er wirkte auch in den Fernsehfilmen Babylon 5: Das Tor zur 3. Dimension und Babylon 5: Der Fluss der Seelen mit, die im Rahmen der Fernsehserie entstanden. Von 2000 bis 2006 übernahm er eine Serienhauptrolle in der amerikanischen Fernsehserie Strong Medicine: Zwei Ärztinnen wie Feuer und Eis. Er spielte die Rolle des Oberpflegers, Geburtshelfers und Frauenschwarms Peter Riggs.
Cox war auch in weiteren Fernsehfilmen, Kinofilmen und in Independentfilmen zu sehen. 1991 hatte er eine kleine Rolle als junger Polizist in dem Horrorfilm Das Haus der Vergessenen. In dem Independentfilm Backgammon (2001) der Regisseurin Ziri Rideaux, der 2000 auch bei den Internationalen Filmfestspielen von Cannes gezeigt wurde, spielte er als Karsten eine der Hauptrollen. Cox bewarb sich auch, allerdings ohne Erfolg, für die Rolle des Faramir in dem Kinofilm Der Herr der Ringe: Die zwei Türme; die Rolle ging schließlich an David Wenham.
Neben seinen Filmrollen arbeitete Cox auch als Theaterschauspieler. Er wirkte in Prairie Avenue an der Rip Torn Stage in New York mit. Am Hudson Theatre in Los Angeles spielte er in dem Einakter Us and Them des britischen Dramatikers David Campton. Zu seinen Bühnenrollen gehörten unter anderem der Laertes in Hamlet, außerdem spielte er in Brechts Theaterstück Der aufhaltsame Aufstieg des Arturo Ui.
Cox ist ausgebildeter Rescue Diver mit einer Lizenz der PADI; in seiner Freizeit betreibt er Thaiboxen. Außerdem tritt er als Musiker auf. Er ist Bassist in der Band Skin. Mit der Band Skin trat er unter anderem am The Gig, am El Rey Theatre und am legendären Roxy Theatre in Los Angeles auf.
Cox ist seit Juli 2007 mit der Schauspielerin Wendy Braun verheiratet, die auch in Backgammon seine Partnerin war. Cox lebt (Stand: November 2010) in Los Angeles.

## Filmografie (Auswahl)
- 1986–1987: Liebe, Lüge, Leidenschaft (One Life to Live, Fernsehserie)
- 1989: 21 Jump Street – Tatort Klassenzimmer (21 Jump Street, Fernsehserie)
- 1991: Das Haus der Vergessenen (The People Under the Stairs)
- 1994–1998: Babylon 5 (Fernsehserie)
- 1998: Babylon 5: Das Tor zur 3. Dimension (Babylon 5: Thirdspace)
- 1998: Babylon 5: Der Fluss der Seelen (Babylon 5: The River of Souls)
- 2000: Providence (Fernsehserie)
- 2000: Friends (Fernsehserie)
- 2000–2006: Strong Medicine: Zwei Ärztinnen wie Feuer und Eis (Strong Medicine, Fernsehserie)
- 2001: Backgammon
- 2004: New York Cops – NYPD Blue (NYPD Blue, Fernsehserie)
- 2008: Without a Trace – Spurlos verschwunden (Without a Trace, Fernsehserie)
- 2009: The Last House on the Left (The Last House on the Left)
- 2009: CSI: Den Tätern auf der Spur (CSI: Crime Scene Investigation, Fernsehserie)
- 2009: Melrose Place
- 2014–2015: Perception (Fernsehserie, 3 Episoden)
- 2015: Criminal Minds (Fernsehserie)
- 2015: Nashville (Fernsehserie, 3 Episoden)
- 2017: Navy CIS (NCIS, Fernsehserie)